# Наложниця Левіта
Епізод з наложницею левіта, також відомий як Веніяминова війна, у Суддях 19–21 стосується левіта з племені Єфрема та його наложниці. Вони подорожують через місто Веніямина Ґів'я, і на них нападає натовп, який хоче групового зґвалтування левіта. Він віддає на розтерзання натовпу свою наложницю, і вони її ґвалтують, поки вона не втрачає свідомість. Після того, як вона помирає від жорстокого насилля, левіт розчленовує її тіло та роздає його частини іншим племенам Ізраїлю. Обурені цим інцидентом племена присягаються, що ніхто не віддасть свою доньку за веніяминів. Вони починають війну, яка майже знищує плем'я Веніямина, лишивши живими лише 600 чоловіків. Однак каральну експедицію долають докори сумління, побоюючись, що вона стане причиною вимирання цілого племені. Щоб забезпечити виживання племені Веніямина і при цьому дотриматись клятви, левіти грабують і вбивають місто Явеш-Гілеад, жоден з мешканців якого не брав участі у війні і не давав клятви. 400 дівчат з міста беруть у полон, щоб вони стали дружинами для веніяминів. 200 чоловікам, яким все ще бракувало жінок, непомітно дозволяють викрасти дівчат, що танцювали в Шіло.

## Біблійна розповідь

### Обурення в Ґів'ї
Левіт з племені Єфрема мав наложницю, яка покинула його і повернулася до дому свого батька у Віфлеєм Юдейський. Гайді М. Шпек зауважує, що ця історія служить для підтримки інституту монархії, а вибір місць Єфрема (батьківщина Самуїла, який помазав першого царя) і Віфлеєм (дім царя Давида) не є випадковим.
За версією «Біблії короля Якова» та «Новою міжнародною версією», наложниця була невірна левіту; за приміткою в «Септуагінті» і в «Новий Живий Переклад» вона була «розгнівана» на нього. Равинські тлумачення говорять, що жінка була водночас наляканою та розлюченою на свого чоловіка та пішла, бо він був егоїстом, ставлячи свій комфорт вище своєї дружини та їхніх стосунків, а «Кембриджська Біблія для шкіл і коледжів» стверджує, що переклад «розгнівана» «відповідає контексту, який передбачає сварку, але не зраду з боку жінки». Левіт вирушив до Віфлеєму, щоб забрати її, і протягом п'яти днів її батько вмовляв його відкласти їхній від'їзд. На п'ятий день левіт відмовився більше відкладати свою подорож, і вони вирушили наприкінці дня.

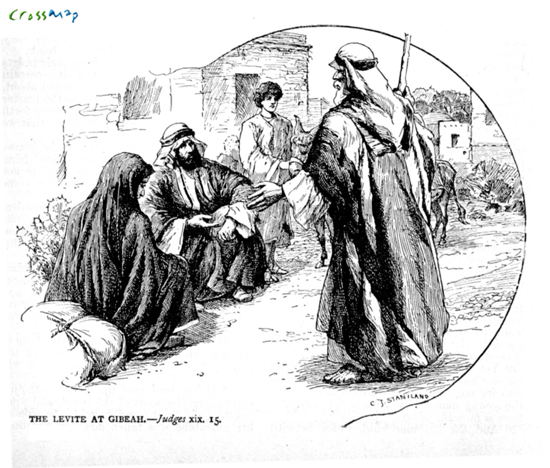
Левіт намагається знайти житло в Ґів'ї — Чарльз Джозеф Станіленд, приблизно 1900 рік

Коли вони наближалися до Євуса (Єрусалиму), слуга запропонував їм зупинитися на нічліг, але левіт відмовився залишатися в євуситському місті, і вони продовжили шлях до Ґів'ї. Я. П. Фоккельман стверджує, що Суддів 19:11-14 — це хіазма, яка ґрунтується на тому, що левіт називає Євуса «містом чужинців, які не є ізраїльтянами». Цим оповідач натякає на «егоїзм і прогнилий груповий егоїзм» левіта. Проте не «прибульці» з Євуса скоюють огидний злочин, а веніямини в Ґів'ї.
Прибувши до Ґів'ї в сутінках, левіт та його супутники опинилися на площі, де їх зустріла не гостинність, а байдужість. Лише старий чоловік, родом з Ефраїмських гір, але оселений серед веніяминців, виявив співчуття. Розпитавши про їхню скруту, він запросив подорожніх до свого дому, рятуючи від ночівлі під відкритим небом. Там він нагодував їхніх ослів, а втомлені гості, помивши ноги, змогли підкріпитися їжею та водою.

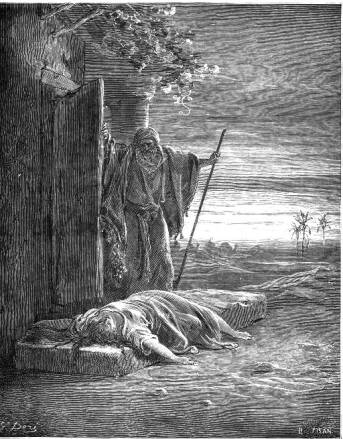
Ізраїльтянин знаходить свою наложницю мертвою на порозі — художник Гюстав Доре, близько 1880 року

Раптом деякі мужі з міста оточили дім і почали стукати в двері. Вони звернулися до господаря дому, старого чоловіка, і сказали: «Виведи чоловіка, що прийшов до твого дому, щоб ми його пізнали». «Пізнати» тут, ймовірно, є евфемізмом для позначення статевого акту, як і в інших біблійних текстах, і як перекладає «Нова переглянута стандартна версія».
Господар-єфремець запропонував натомість свою власну незайману доньку та наложницю левіта. Кен Стоун зазначає: «Очевидно, сексуальне насильство над жінками вважалося менш ганебним, ніж над чоловіками, принаймні в очах інших чоловіків. Таке ставлення відображає як соціальну підпорядкованість жінок, так і той факт, що гомосексуальне зґвалтування розглядалося як особливо тяжкий замах на чоловічу честь».
Не зумівши вмовити розбещених чоловіків, левіт виштовхнув свою наложницю за поріг. Всю ніч вони чинили над нею наругу, відпустивши лише на світанку, знесилену, біля дверей. Левіт знайшов її непритомною. Піднявши її на осла, він вирушив додому. Оповідь замовчує час та місце її смерті. Повернувшись, охоплений гнівом, він розчленував її тіло на дванадцять частин і розіслав їх по всіх дванадцяти племенах Ізраїлю, закликаючи до помсти.

### Війна проти племені Веніямина

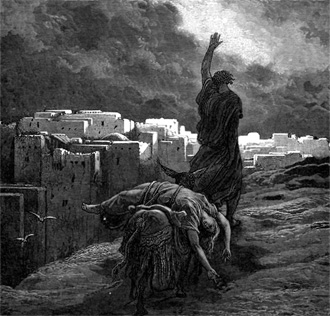
Обурення в Ґів'ї, левіт виносить свою мертву наложницю — художник Гюстав Доре, близько 1890 року

Скликані гнівом, об'єднані племена Ізраїлю мобілізувалися для відплати, зібравши в Міцпі близько чотирьохсот тисяч воїнів. Посланці вирушили до Веніяминового коліна з вимогою видати винних у злочині для покарання, але веніямини відмовилися, обравши війну на захист мешканців Ґів'ї. Вони зібрали двадцять шість тисяч воїнів, серед яких, за Книгою Суддів 20:16, було сімсот добірних ліворуких бійців, кожен з неймовірною влучністю в метанні каміння. Зіткнувшись із відмовою, решта племен вирушили на Ґів'ю.
У перший день битви об'єднані ізраїльські племена зазнали великих втрат. На другий день веніямини вийшли проти них з Ґів'ї і перебили тисячі об'єднаних ізраїльських мечників.
Тоді з'єднані ізраїльтяни пішли до Божого дому. І сиділи вони там перед Господнім лицем, і постили того дня аж до вечора, і приносили цілопалення та мирні приношення перед Господнім лицем (Ковчег Заповіту Божого був там у ті дні, а перед ним стояв Фінея, син Елеазара, сина Ааронового). І сказав Господь: «Вийди, бо завтра Я віддам їх у твої руки».
На третій день об'єднані ізраїльтяни розставили засідки по всьому Ґів'ї. Вони вишикувалися в стрій, як і раніше, а повсталі веніямини вийшли їм назустріч. Повсталі вбили близько тридцяти чоловік на дорогах і в полі. Передчуваючи чергову перемогу, вони не знали про пастку, яка була розставлена, оскільки об'єднані ізраїльтяни, здавалося, відступали, а веніямини були відтягнуті від міста до доріг, які переслідували їх, одна з яких вела до Бетелю, а інша — до Ґів'ї. Вони погналися за ними по дорозі. Облягаючі місто випустили велику хмару диму як сигнал, і головні сили ізраїльтян розвернулися для атаки. Коли веніямини побачили, що їхнє місто охоплене полум'ям, і що відступ був обманом, вони запанікували і попрямували в пустелю, переслідувані об'єднаними ізраїльтянами. Близько 600 веніяминів пережили цей натиск і дісталися до більш захищеної скелі Ріммон, де вони залишалися протягом чотирьох місяців. Ізраїльтяни відступили через територію біля веніяминців, руйнуючи кожне місто, до якого потрапляли, вбиваючи всіх мешканців і всю худобу.

### Пошук нових дружин

Ізраїльські племена (Ісус Навин 13–19). У книгах Суддів 19–21 усі інші племена атакують Веніямина.

За єврейською Біблією, ізраїльтяни дали клятву в Міцпі, кажучи: «Ніхто з нас не віддасть своєї дочки Веніяминові за жінку».
Тоді люди прийшли до Божого дому і залишилися там перед Богом до вечора. Вони піднесли свій голос і гірко заплакали, та й сказали: «Господи, Боже Ізраїлів, чому це сталося в Ізраїлі, що сьогодні не вистачає одного племені в Ізраїлі?»
І сталося наступного ранку народ встав рано, і збудував там жертовника, і приніс цілопалення та мирні приношення. І сказали Ізраїлеві сини: «Хто є між усіма Ізраїлевими племенами, що не прийшов із зібранням до Господа?» Бо вони склали велику клятву про кожного, хто не прийшов до Господа в Міцпі, кажучи: «Той неодмінно буде вбитий!» І зажурилися Ізраїлеві сини за Веніяміном, братом своїм, та й сказали: «Одне плем'я сьогодні відсікається від Ізраїля. Що ж нам робити з дружинами для тих, що позосталися, адже ми присягалися Господом, що не дамо їм дочок наших за дружин?» А вони відказали: «Чи є хто з Ізраїлевих колін, що не прийшов до Міцпи до Господа?» І справді, ніхто не прийшов до табору з Явеш-Гілеаду на збори. Коли ж порахували людей, то справді не було там нікого з мешканців Ябеш-Гілеаду. І вислала туди громада дванадцять тисяч своїх найхоробріших мужів, і наказала їм, говорячи: «Ідіть, і поб'єте мешканців Явеш-Гілеаду вістрям меча, жінок та дітей. І ось що ви зробите: Вигубите дощенту кожного чоловіка й кожну жінку, що знала чоловіка зблизька». І знайшли вони серед мешканців Явеш-Гілеаду чотириста молодих дівчат, що не знали чоловіка впритул, і привели їх до табору в Шіло, що в ханаанському краї. Тоді вся громада послала звістку до Веніяминових синів, що були на скелі Ріммон, і сповістила їм про мир. Того часу повернулия веніямини, і вони віддали їм жінок, яких лишили з Явеш-Гілеаду, а вони не знайшли для них достатньої кількості. І зажурився народ за веніяминами, бо Господь зробив порожнечу в Ізраїлевих племенах.

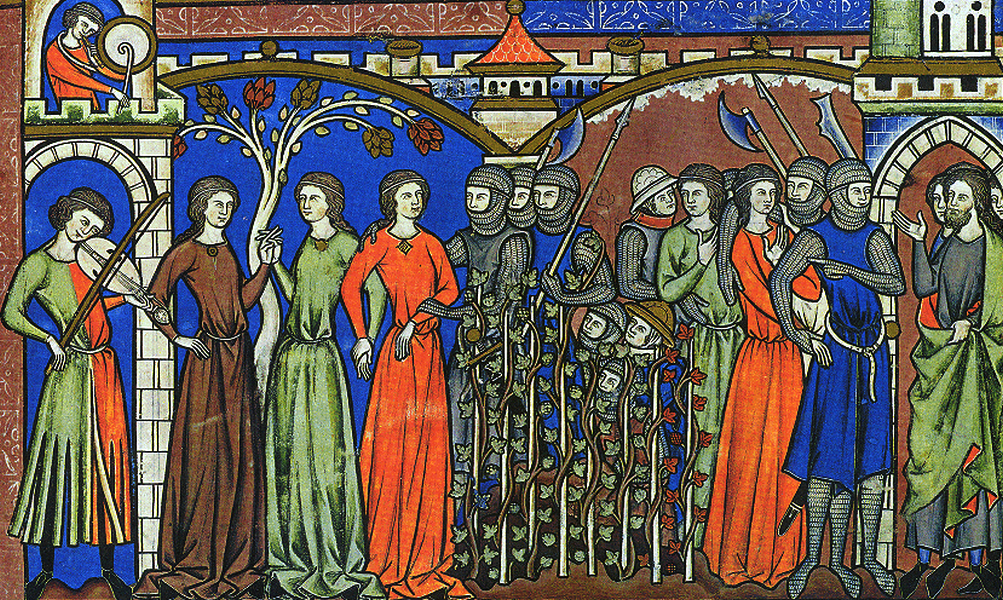
Ілюстрація з Біблії Моргана: веніяміняни беруть собі за дружин жінок із Шіло.

Тоді старші в громаді сказали: «Що ж нам робити з дружинами для тих, хто залишиться, бо жінок Веніяминових винищено?» А вони відказали: «Має бути спадщина для тих, що лишилися від Веніямина, щоб не вигубилося плем'я з Ізраїля. Але ми не можемо дати їм дружин із наших дочок, бо Ізраїлеві сини склали присягу, кажучи: „Проклятий той, хто дасть дружину Веніямінові!“». Тоді вони сказали: «Справді, є щорічне свято Господнє в Шіло, що на північ від Бетелю, на схід від дороги, що йде з Бетелю до Сихему, і на південь від Лебони». Тож вони наказали Веніяминовим синам, кажучи: «Ідіть, зачаїтесь у виноградниках і пильнуйте, а як вийдуть силоські дочки на танці свої, то вийдіть із виноградників, і кожен візьме собі дружину з силоських дочок, і підете до Веніяминового Краю. І буде, коли прийдуть до нас батьки їхні чи брати їхні скаржитися, то ми скажемо їм: „Будьте ласкаві до них заради нас, бо ми нікому з них не брали дружини на війні, бо це не так, ніби ви віддали їм жінок о цій порі, зробивши себе винними в присязі вашій“». І вчинили Веніяминові сини так (у Ту-Бав), і набрали собі дружин за числом своїм із тих, що танцювали, кого впіймали. І пішли вони, і повернулися до своєї спадщини, і відбудували міста та й оселилися в них. І пішли звідти Ізраїлеві сини того часу, кожен до свого племени та родини, і вийшли звідти, кожен до своєї спадщини.
За Книгою Суддів 20:15-18, чисельність армій налічувала 26 000 чоловік з боку племені Веніяміна (з них лише 700 з Гів'ї) і 400 000 чоловік з іншого боку.

## Равинське тлумачення
R. Ебіатар і Р. Йонатан пояснили, що цей інцидент показує, що людина ніколи не повинна зловживати своєю сім'єю, оскільки в цій історії це призвело до загибелі десятків тисяч ізраїльтян у подальшій війні. Те, що відбувається в маленькій сім'ї, відображає суспільство в цілому, а подружній мир є основою для кожного нормально функціонуючого суспільства. На думку деяких коментаторів-равинів, Пінхас згрішив через те, що не скористався своїм служінням навчанню Тори для мас у той час, що передував битві при Ґів'ї. Крім того, він також не звернув увагу на потреби звільнити Їфтаха від його обітниці принести в жертву свою дочку. Як наслідок, верховне священство було відібрано в нього та тимчасово передано нащадкам Ітамара, по суті, Елію та його синам.

## Скептичні погляди
Традиційно історія про наложницю Левіта та попередня історія про святилище Міхея розглядалися як додатковий матеріал, доданий до Книги Суддів, щоб описати хаос і розбещеність, до яких Ізраїль занурився наприкінці періоду Суддів, і таким чином виправдати встановлення монархії. Відсутність цього інституту («Тоді не було царя в Ізраїлі») повторюється кілька разів, наприклад, у Суддів 17:6; 18:1; 19:1; та 21:25.
Яйра Аміт у «Книзі суддів: Мистецтво редагування» (2007) зробив висновок, що розділи 19–21 були написані автором після вигнання, , який мав на меті зробити політичну заяву про те, що Ізраїль працює разом.
На думку деяких вчених, біблійний текст, що описує битву та події, пов'язані з нею, є значно пізнішим, походить близько до часу компіляції книги Суддів у Второзаконні з її вихідного матеріалу, і явно містить кілька перебільшень щодо кількості та способів ведення війни. Крім того, негостинність, яка спровокувала битву, нагадує розповідь Тори про Содом і Гоморру. Багато вчених-біблеїстів дійшли висновку, що ця розповідь була політичною вигадкою, яка мала на меті замаскувати звірства, вчинені племенем Юди проти племені Веніямина, ймовірно, за часів Давида, як акт помсти чи злоби Давида проти спільників Саула, відкинувши їх у минуле та додавши більш виправданий мотив. Зовсім недавно вчені припустили, що в основі наративу, швидше за все, лежить ядро правди, особливо з огляду на те, що це пояснює різкий контраст у біблійній оповіді між характером племені до інциденту і його характером після нього.
Кен Стівен Браун (2015) провів порівняння між книгою Суддів 21 і Числами 31, зазначивши «Цей наказ [у Числах 31:17-18] вбивати всіх, окрім незайманих дівчат, не має прецеденту в П'ятикнижжі. Однак [Суддів 21] точно повторює наказ Мойсея. (…) Як і Числа 25, історія, розказана в Суддів 19-21, зосереджена на небезпеці відступництва, але її розповідь про громадянську війну та ескалацію насильства також підкреслює трагедію, до якої може призвести нерозбірливе застосування חרם [herem, що означає „відданість Ягве, зазвичай для повного знищення“]. Уся розповідь дуже іронічна: ізраїльтяни вирішили помститися за зґвалтування однієї жінки, щоб потім дозволити зґвалтувати ще шістсот жінок. Вони шкодують про результати однієї різанини, тому вчиняють іншу, щоб її виправити».:77–78

## Феміністична інтерпретація
Очевидно, що потерпіла жінка не має голосу, як це часто буває під час зґвалтування. За словами Броуера,  багато біблійних авторів «високо цінують жінок і категорично виступають проти зґвалтувань». Жінка вирізняється з-поміж інших персонажів оповідання тим, що не має імені чи голосу. Жінка з Віфлеєму, вона виросла в сімейному аграрному суспільстві незабаром після смерті Ісуса Навина (Суддів 1:1). Вона мала статус наложниці (єврейське пілегеш), а не дружини левіта, яка жила у Єфремітів. Мадіпоане Масеня, пише професор старозавітних досліджень Університету Південної Африки
Схоже, що вона не була звичайною пілегешею. Це підтверджується спостереженням, що слово «ніра» можна перекласти як «нещодавно одружена жінка». Крім того, батько пілегеша називається «хатох» або «хатан», що буквально означає «той, хто має зятя», тобто тесть по відношенню до «чоловіка пілегеша, левіта». Тому я вирішив перекласти слово «пілегеш» як «законна дружина», одна з дружин левіта...
Оскільки жінка рідко покидала свого чоловіка, оповідач використовує грубу мову, щоб описати причину втечі наложниці. Кажуть, що вона займалася проституцією проти свого чоловіка. Хоча передбачається, що вона повія, єврейське дієслово, що означає проституцію, zanah, також може означати «розлютитися». Традиційно перекладачі та інтерпретатори дотримуються першого дієслова, але деякі сучасні вчені віддають перевагу другому дієслову, оскільки це значення набагато краще узгоджується з грецькими текстами. Іншим можливим поясненням є те, що через те, що левіт говорив з нею грубо, вона вчинила по-своєму і втекла до будинку свого батька, де її прийняли. Тому левіту довелося змінити свою манеру спілкування, щоб вона повернулася з ним.
Протягом всієї історії наложниця жодного разу не має жодного слова. Говорять лише чоловіки, хоча історія зосереджена навколо жінки. Коли вранці левіт спотикається об свою наложницю, незрозуміло, чи вона мертва, оскільки немає жодної відповіді. Коли наложниця помирає — невідомо: чи це сталося жорстокої ночі, чи на зворотному шляху до Ефраїма, чи коли левіт розчленовує її тіло.

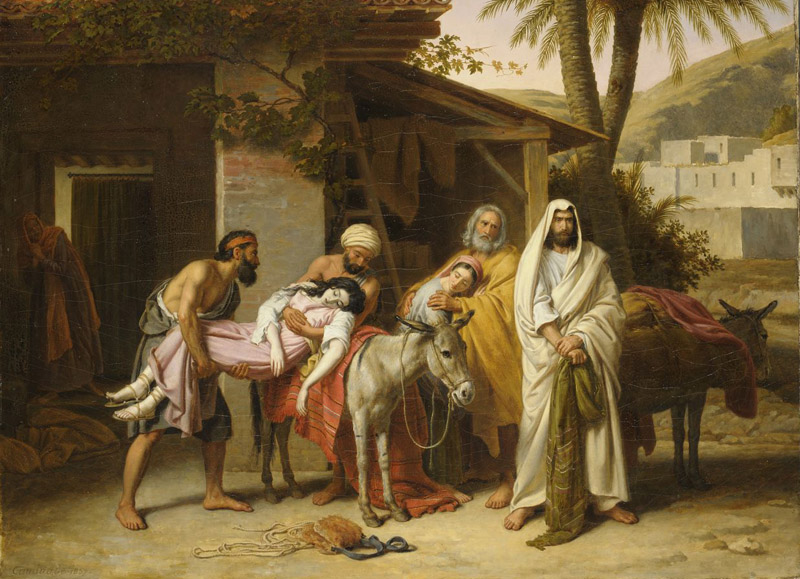
«Левіт з Єфремітів», А. Ф. Камінада (1837)

У той час, коли в Ізраїлі не було ні царя, ні правителя, старий використовує наложницю, щоб захистити левіта, вважаючи, що це правильний вчинок. Жителі міста ніколи не бачили проблеми у своїх діях проти чужинців. Християнський егалітарний журнал «Priscilla Papers» згадує про цю історію, пишучи «Прирівнюючи „зґвалтування“ до „добра в їхніх очах“, текст робить потужну риторичну заяву, пов'язуючи ключову тему всієї книги Суддів зі зґвалтуванням наложниці: Кожен робив те, що було добром у його очах, але злом в очах Бога».
Судді 19 закінчують словами, що нічого подібного не відбувалося з часів виходу ізраїльтян із Стародавнього Єгипту. Порівнюючи жертвоприношення ягняти на дверях у Єгипті з наложницею на порозі, використовуючи жертовну мову, Брауер продовжує останнє твердження оповідача, кажучи:
Зґвалтування, смерть і розчленування [наложниці] зображені як антитеза пасхальній жертві. Оповідач завершує 19-ту книгу Суддів закликом прихилити своє серце до [неї], мудро радити від її імені і говорити відкрито (Суддів 19:30)

## У фольклорі
У 1875 році журнал «Palestine Exploration Quarterly» опублікував розповідь про подібну історію, яку розповів літній фелах з Джаби. За цією історією, християнин з Вифлеєму, який подорожував до Тайби з дружиною або дочкою, зупинився в Джабі, коли настала ніч. Місцеві чоловіки увійшли в будинок, коли вони міцно спали, і зґвалтували жінку, яку вранці знайшли мертвою. Християнин розрубав тіло навпіл і відправив одну частину в Тайбех, а іншу — в Мухмас. Їхні жителі, також християни, негайно піднялися, і два загони оточили село зі сходу і заходу. Перші виманили мешканців Джаби з їхнього міста, які вдавали, що тікають. Опинившись між двома загонами, жителі Джаби були вбиті на рівнині Ель-Мердж-філь-Мунка, яка знаходиться між Джабою і початком Ваді-Баб-еш-Шаб. Феллах стверджував, що на цій проклятій рівнині пшениця продовжує рости високо, але не дає зерна.

## Умистецтві

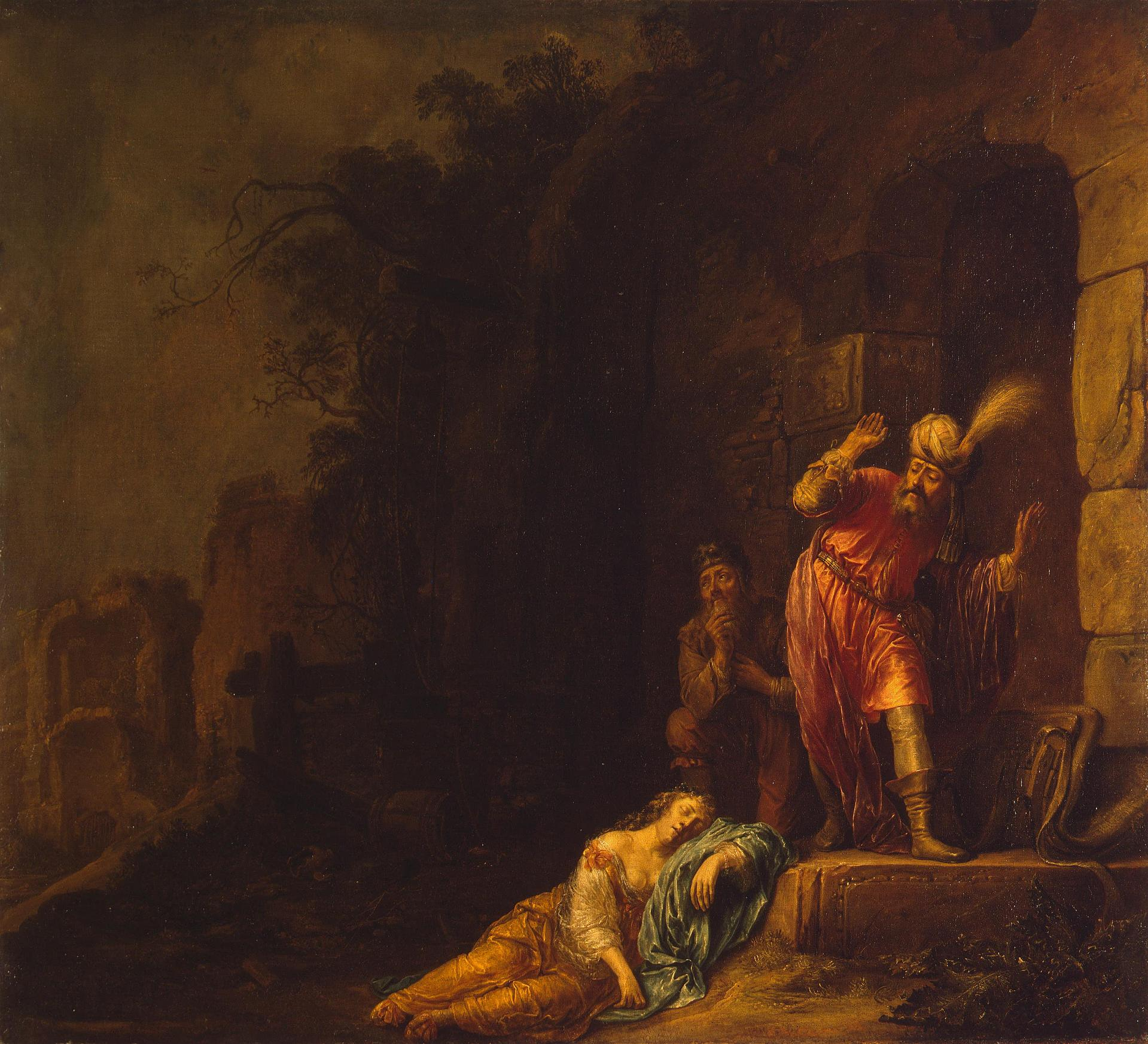
«Смерть наложниці Левіта» (Віллем Бартіус, 1638)
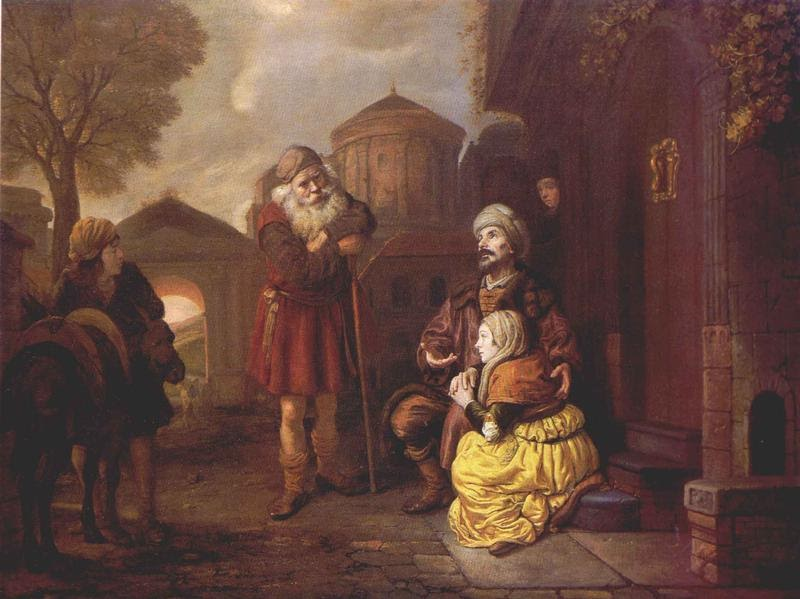
«Левит і його наложниця в Ґів'ї» (Ян Вікторс, 1644)
«Левіт у Ґів'ї» (Ґербранд ван ден Екгоут, 1640-ві рр.)
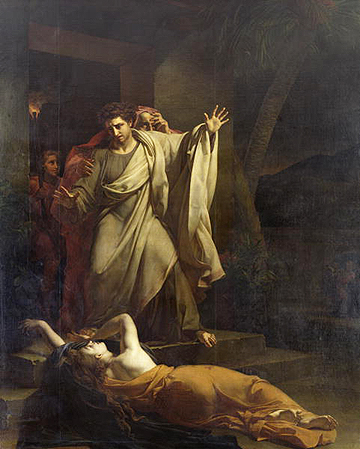
«Левіт з Єфрема» (XVIII-XIX ст.)
«Легенда про Єфреміта» (Юстиніан Аванчіні, 1839)
«Вмираюча дружина левіта з Єфрема» (Гіацинт Вігані, 1847)
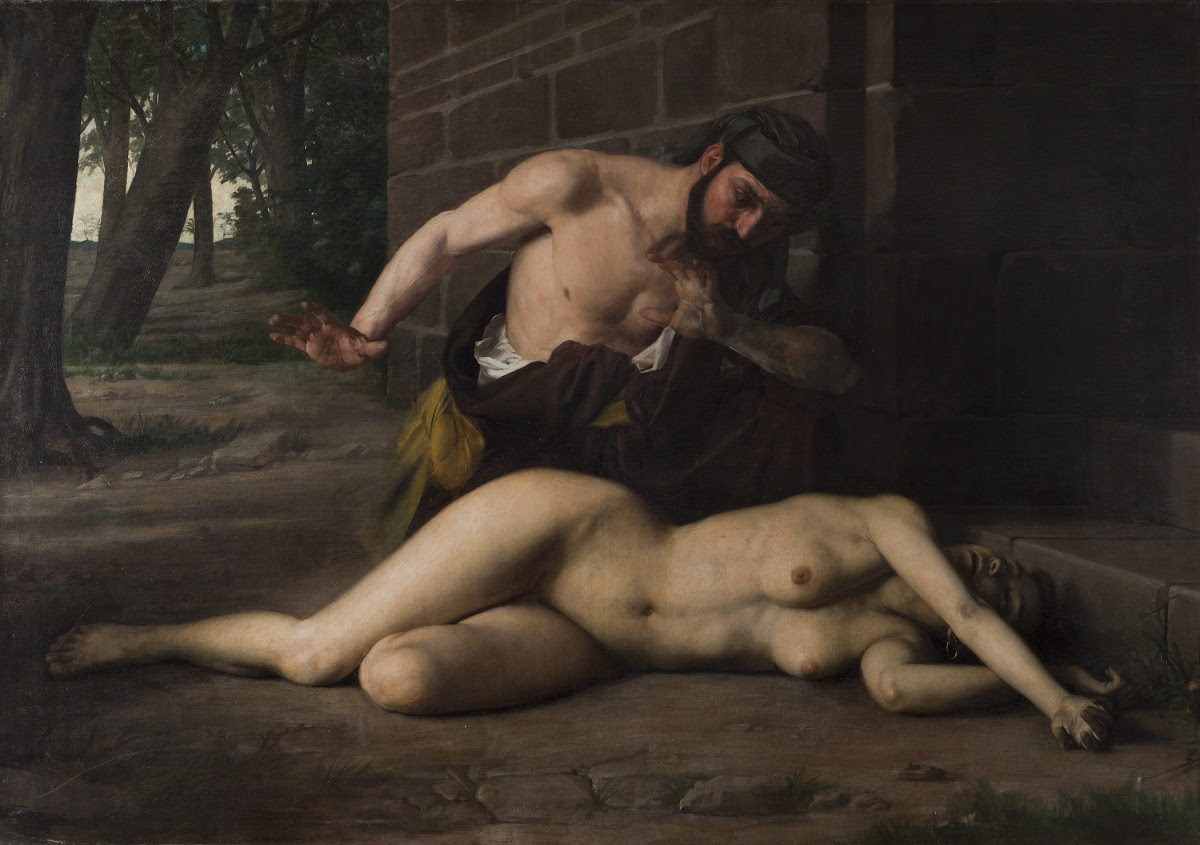
«Дружина левіта з племені Єфрема» (Епіфаніо Гарай)
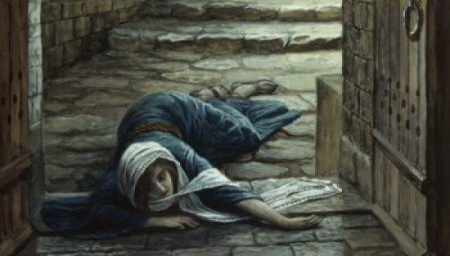
«Дружина Левита помирає біля дверей» (Джеймс Тіссо, 1896)
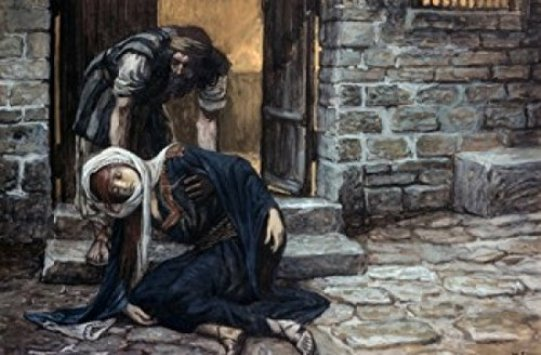
«Левіт знаходить свою наложницю, що лежить на порозі» (Джеймс Тіссо, 1896)
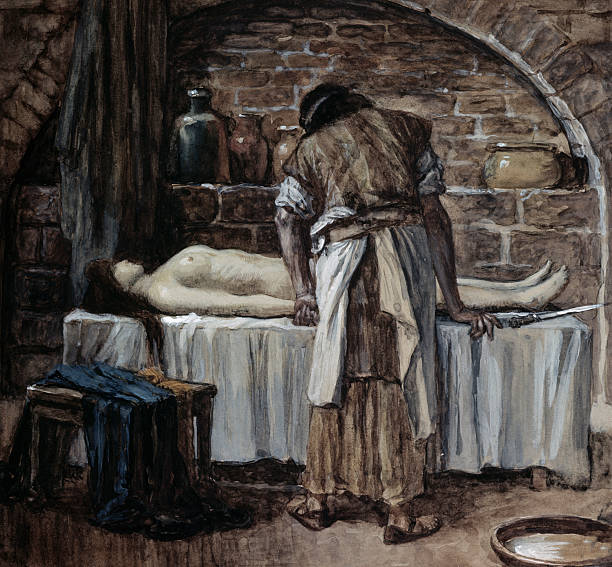
«Левіт перед трупом своєї дружини» (Джеймс Тіссо, 1896)
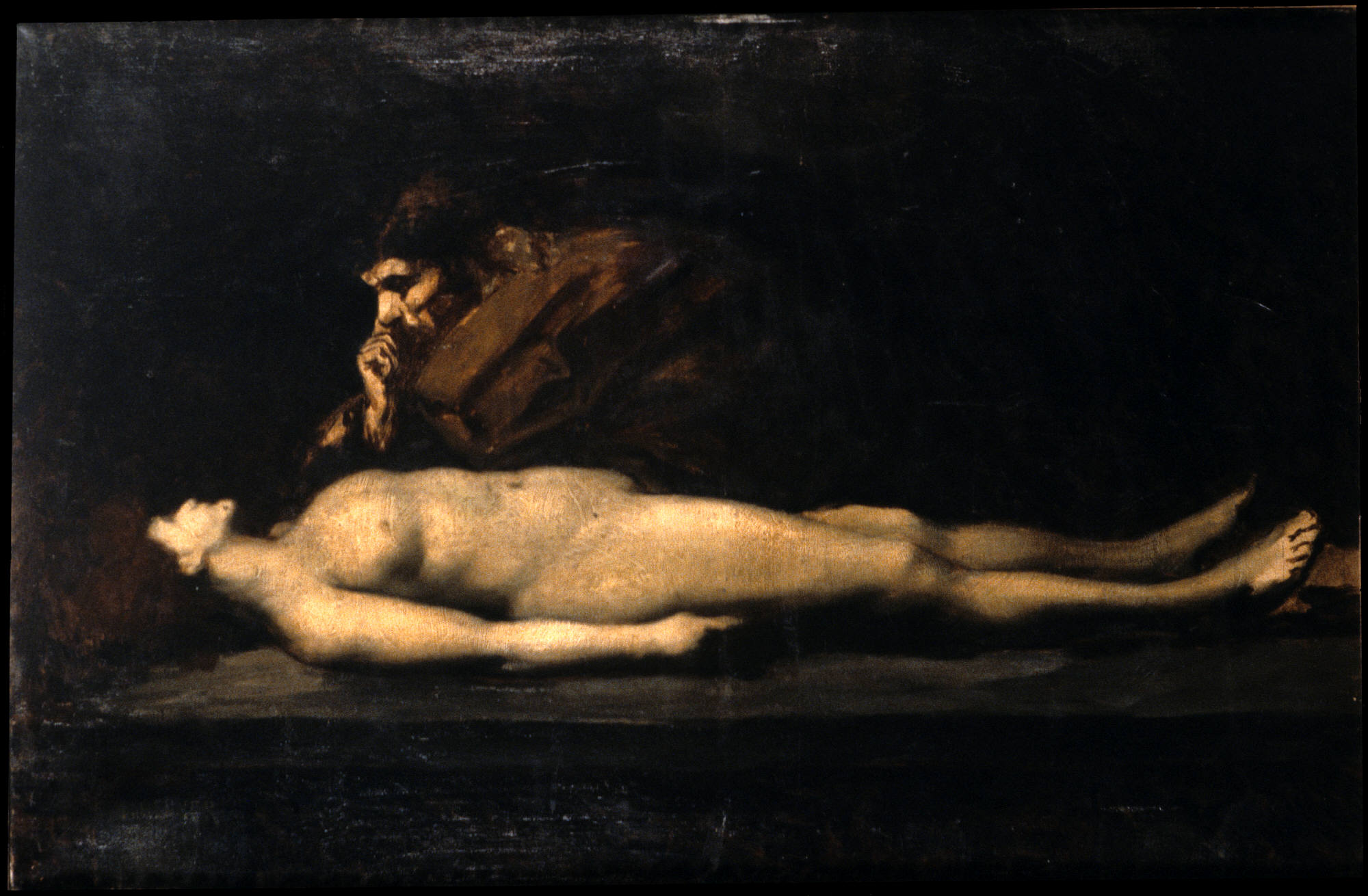
«Левіт з Єфрема та його померла дружина» (Жан Жак Геннер, 1898)

## Уточнення
1. ↑  Спірним є питання, чи перше слово Суддів 19:2 походить від זנה‬ «zaná» (H2181 “чинити блуд/перелюбство/розпусту, бути блудницею, вдавати з себе блудницю, займатися проституцією”)[23]), чи זנח‬ «занáх» (H2186 - «відкидати, відштовхувати, гніватися на/на, відкидати (геть), віддаляти (далеко), покидати»[24]).[25]